# An der Fährbrücke (Stralsund)

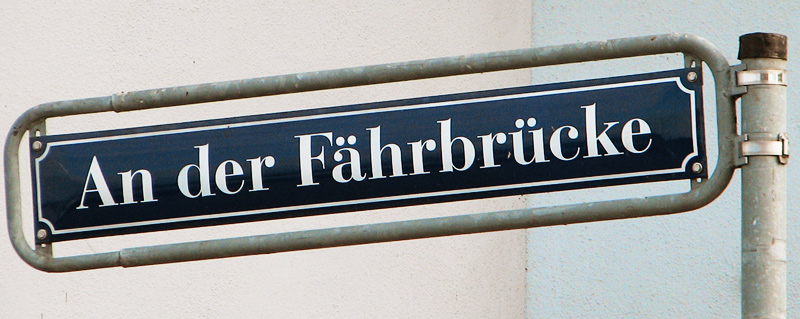
Straßenschild An der Fährbrücke in Stralsund (2006)

Die Stadtstraße An der Fährbrücke auf der Hafeninsel im Stadtgebiet Altstadt in Stralsund verbindet die Fährstraße, die Seestraße und die Straße Am Fischmarkt an der Fährbrücke mit der Hafenstraße. Sie gehört zum Randgebiet des UNESCO-Welterbes Historische Altstädte Stralsund und Wismar.
Die Straße wurde im Zusammenhang mit der Aufschüttung der Hafeninseln in den 1860er Jahren angelegt.
Vier der Gebäude stehen unter Denkmalschutz (siehe auch Liste der Baudenkmale in Stralsund), nämlich An der Fährbrücke 1 a, An der Fährbrücke 2, An der Fährbrücke 3 und An der Fährbrücke 4.